# Silva de Abajo
Silva de Abajo är en ort i Mexiko.   Den ligger i kommunen Zitácuaro och delstaten Michoacán de Ocampo, i den södra delen av landet, 130 km väster om huvudstaden Mexico City. Silva de Abajo ligger 2 186 meter över havet och antalet invånare är 553.
Terrängen runt Silva de Abajo är bergig, och sluttar västerut. Runt Silva de Abajo är det ganska tätbefolkat, med 90 invånare per kvadratkilometer. Närmaste större samhälle är Heróica Zitácuaro, 5,5 km norr om Silva de Abajo. I omgivningarna runt Silva de Abajo växer i huvudsak blandskog.